# Grabówka (Łódź)
Pour les articles homonymes, voir Grabówka.
Grabówka est une localité polonaise de la gmina de Burzenin, située dans le powiat de Sieradz en voïvodie de Łódź.